# George Thomson (Fußballspieler, 1936)
George Matthewson Thomson (* 19. Oktober 1936 in Edinburgh; † Juli 2007 in Lancashire) war ein schottischer Fußballspieler. Als linker Außenverteidiger und -läufer gewann er mit Heart of Midlothian zunächst jeweils zweimal die schottische Meisterschaft (1958 und 1960) und den Ligapokal (in den Spielzeiten 1958/59 und 1959/60). Es folgte im November 1960 der Wechsel zum FC Everton. Dort errang er in der Saison 1962/63 den englischen Meistertitel.

## Sportlicher Werdegang
Thomson erlernte das Fußballspielen in seiner Heimatstadt Edinburgh zunächst bei Edinburgh City und anschließend in der Nachwuchsabteilung von Heart of Midlothian. Er debütierte in der ersten Mannschaft am 23. Februar 1957 im Erstligaduell mit dem FC Falkirk, das mit einem 1:1-Remis endete. In den verbleibenden Partien der Saison 1956/57 kam er noch auf sechs weitere Ligaeinsätze. In den folgenden drei Jahren war Thomson als Außenläufer und linker Verteidiger dann Bestandteil einer erfolgreichen Mannschaft, die zweimal die schottische Meisterschaft und dazu ebenfalls zweimal den Ligapokal gewann. Dabei verpasste er nur vier von 102 Meisterschaftspartien – keines davon in seiner (zweiten) Meistersaison 1959/60. Dazu absolvierte er zwei Begegnungen für die schottische U-23-Auswahl gegen England und Belgien. Ungewöhnlich war dabei Thomsons Offensivdrang und er erzielte für die „Hearts“, die auf der linken Außenbahn als gut besetzt galten (dafür verantwortlich war auch David Holt), mehr Tore als es in dieser Zeit für einen Abwehrmann üblich war. Im November 1960 wechselte er anschließend nach insgesamt 157 Pflichtspielen gemeinsam mit seinem Mannschaftskameraden Alex Young nach England zum FC Everton.
Rund drei Jahre verbrachte Thomson in Liverpool und obwohl er in der Saison 1962/63 die englische Meisterschaft gewann und insgesamt 20 Pflichtspiele in dem Jahr absolvierte, gelang es ihm nicht, sich einen Stammplatz zu erobern. Er galt als Absicherung in Verteidigerposition häufig als Unsicherheitsfaktor und er war „gefürchtet“, seine spielerischen Akzente gelegentlich im eigenen Strafraum auszutesten. Er bestritt 77 Partien für Everton und schoss dabei sein einziges Tor im Titeljahr. Das Niveau im englischen Erstligafußball schien etwas zu hoch für ihn zu sein und so zog er im November 1963 weiter nach West-London zum FC Brentford, der kurz zuvor aus der vierten Liga aufgestiegen war.
Insgesamt viereinhalb Jahren verbrachte Thomson in Brentford und absolvierte in dieser Zeit 162 Ligaspiele, wobei er 1966 den Abstieg in die Viertklassigkeit hinnehmen musste, bevor er nach dem Ende der Saison 1967/68 seine Profilaufbahn beendete.

## Titel/Auszeichnungen
- Englische Meisterschaft (1): 1963
- Schottische Meisterschaft (2): 1958, 1960
- Schottischer Ligapokal (2): 1958/59, 1959/60[6]